# Житник Варвара Павлівна
Варвара Павлівна Житник (також Житникова; після одруження Сукова; 1 грудня 1917 або 1918 — 14 грудня 1984) — українська радянська діячка сільського господарства, ланкова радгоспу «Червона Хвиля» у Великобурлуцькому районі. Герой Соціалістичної Праці.

## Життєпис
За різними відомостями народилася 1 грудня 1917 року або у 1918 році у сільській місцевості на території сучасної Харківської області, за національність українка. Здобула початкову освіту.
У 1943 році почала працювати у радгоспі «Червона Хвиля», у 1947 році очолила ланку з вирощення озимої пшениці. Того року радгосп зібрав рекордну кількість зернових культур. Особливо великі показники були у заготовленні озимої пшениці, зокрема ланка Житник зібрала 35,7 центнера зерна з гектара на загальній площі у 35 гектарів, або 20 гектар. За що Президія Верховної ради СРСР указом від 13 березня 1948 року надала Варварі Житник звання Героя Соціалістичної Праці з врученням ордена Леніна та медалі «Серп і Молот». Окрім неї, звання героя отримали ще вісім робітників «Червоної Хвилі», це був директор радгоспу Олександр Майборода, керівник 1-го відділу радгоспу Пилип Куценко та ланкові: Марія Губіна, Катерина Колесник, Тетяна Лідовська, Пелагія Олійник, Ганна Пасмур і Варвара Сіренко.
Продовжувала працювати у радгоспі та неодноразово її ланка отримувала великі показники зернових. Була нагороджена медаллю «За доблесну працю. В ознаменування 100-річчя з дня народження Володимира Ілліча Леніна». Мешкала у селищі Червона Хвиля. Після одруження носила прізвище Сукова. Померла 14 грудня 1984 року.

## Нагороди
- Герой Соціалістичної праці (13.03.1948)[1]
- орден Леніна (13.03.1948)[1]
- медаль «Серп і Молот» (13.03.1948)[1]
- Медаль «В ознаменування 100-річчя з дня народження Володимира Ілліча Леніна»[1]